# Fakulteta za splošno medicino v Ljubljani
Fakulteta za splošno medicino, s sedežem v Ljubljani, je bivša fakulteta, ki je bila članica Univerze v Ljubljani.

## Zgodovina
Fakulteta je bila ustanovljena leta 1950 v sklopu Medicinske visoke šole (MVŠ). Po ukinitvi MVŠ leta 1954 je bila skupaj s Stomatološko fakulteto združena v Medicinsko fakulteto.